# Béla Linder

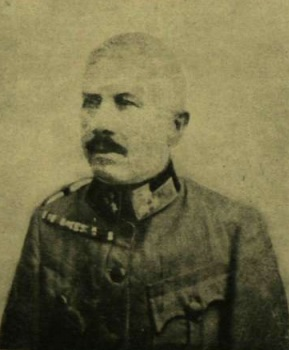
Foto in Vasárnapi Újság, 10. November 1918

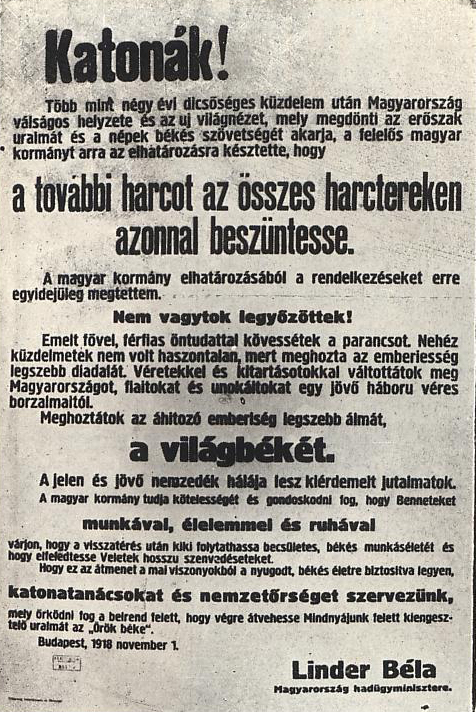
Aufruf der Regierung an die Soldaten, auf allen Kriegsschauplätzen die Kampfhandlungen einzustellen:
Ihr habt den schönsten Traum der sich sehnenden Menschheit gebracht: den Weltfrieden.
1. November 1918
Béla Linder
Ungarischer Kriegsminister

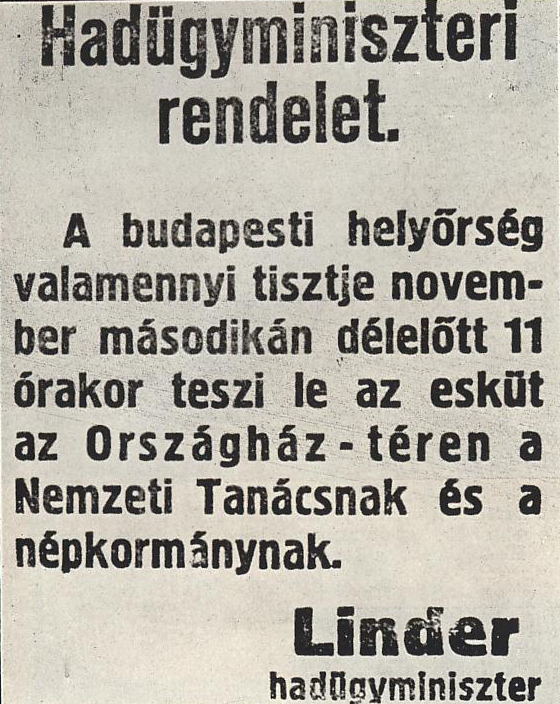
Die Offiziere der Budapester Garnison werden am 2. November um 11 Uhr auf dem Országház tér vereidigt. Linder Kriegsminister

Béla Linder (geboren 10. Februar 1876 in Majs, Komitat Baranya, Österreich-Ungarn; gestorben 15. April 1962 in Belgrad, Sozialistische Föderative Republik Jugoslawien) war im Ersten Weltkrieg k.u.k. Oberst des Generalstabs und vom 1. November 1918 an erster Kriegsminister des Königreichs Ungarn nach der mit 31. Oktober 1918 bewirkten Auflösung der Realunion Ungarns mit dem kaiserlichen Österreich, dem Ende Österreich-Ungarns.

## Leben
Béla Linder war der Sohn des ungarischen Politikers und Reichstagsabgeordneten György Linder, der als Vertrauensmann des Thronfolgers Franz Ferdinand fungierte. Béla Linder wurde österreichisch-ungarischer Berufssoldat in der k.u.k. Armee. Im Ersten Weltkrieg war er als Regimentskommandant an der italienischen Front eingesetzt, wurde schwer verletzt und hatte zuletzt den Rang und die Funktion eines Artillerieobersten im Generalstab.
Während der Asternrevolution wurde er am 31. Oktober 1918 vom am gleichen Tag von König Karl IV. ernannten und von homo regius Joseph August von Österreich angeloben Ministerpräsidenten, dem Vorsitzenden des Ungarischen Nationalrats Mihály Károlyi, auf Vorschlag des Sozialdemokraten Zsigmond Kunfi zum Kriegsminister ernannt und vom Nationalratsvorsitzenden János Hock am 2. November vereidigt.
Linder war nun an Stelle des bisherigen österreichisch-ungarischen Armeeoberkommandos Vorgesetzter der ungarischen Truppenverbände der bisher gemeinsamen Armee. Er verfügte die Waffenniederlegung und Demobilisierung der ungarischen Truppen, was ihm später zum Vorwurf gemacht wurde, da Ungarn damit die Besetzung von Teilen Großungarns durch Rumänien, Serbien und die Tschechoslowakei kampflos hinnehmen musste. Von ihm wird die Äußerung Ich will keine Soldaten sehen kolportiert und in der historisch-politischen Auseinandersetzung unterschiedlich ausgelegt.
Linder wurde von Károlyi am 9. November 1918 aus seinem Amt entlassen, blieb aber bis zum 6. Dezember 1918 Minister ohne Geschäftsbereich. Da sich Ungarn vom Waffenstillstand von Villa Giusti vom 3. November 1918, der im Namen des k.u.k. Armeeoberkommandos unterzeichnet wurde, nicht mehr betroffen fühlte, führte Linder eigenständige Waffenstillstandsverhandlungen mit der Entente, die am 13. November 1918 in der Militärkonvention von Belgrad resultierten, die er mit dem französischen General Paul Prosper Henrys, Vertreter von General Franchet d'Esperey, und dem serbischen Oberbefehlshaber Woiwode Živojin Mišić unterzeichnete.
Linder wurde Mitglied in Kunfis Sozialdemokratischer Partei (MSZDP) und organisierte die ungarische Polizeigewerkschaft. Während der Herrschaft der Ungarischen Räterepublik wurde er von deren Anführer und Volksbeauftragtem für Außenbeziehungen, Béla Kun, als Militärattaché an die ungarische Botschaft in Wien entsandt, wo er vom 2. Mai bis zum 5. August 1919 tätig war.
Nach dem Sturz der Räteregierung floh er in das von Serbien auch noch nach der am 4. Juni 1920 erfolgten Unterzeichnung des Vertrags von Trianon widerrechtlich besetzte Komitat Baranya und wurde dort am 23. September 1920 Bürgermeister von Pécs. Linder gewährte den Verfolgten der von Admiral Horthy geführten ungarischen Gegenrevolution Asyl und spielte noch eine Rolle in der am 14. August 1921 ausgerufenen Serbisch-Ungarischen Republik Baranya-Baja (Baranya–bajai Szerb–Magyar Köztársaság; Srpsko-mađarska republika Baranja-Baja) unter Petar Dobrović. Nach deren baldigem Scheitern floh er am 22. August 1921  nach Jugoslawien.
Linder fungierte nun als Mittelsperson zwischen der jugoslawischen Regierung und dem demokratischen ungarischen Exil unter Mihály Károlyi, bis die Regierung des Königreichs Jugoslawien das Interesse an der Baranya und am Sturz Horthys verlor. Linder wirkte noch in putschistischen Kreisen unter den Exilungarn. Bei der deutschen Besetzung Jugoslawiens 1941 wurde Linder von der Gestapo verhaftet und hielt sich nach der Entlassung aus dem Gefängnis mit der Familie in Leskovac versteckt, wo er noch 1944 von der bulgarischen Besatzungspolizei inhaftiert wurde.
Nach dem Zweiten Weltkrieg war er für kurze Zeit in Ungarn und kehrte dann in die nun kommunistische Sozialistische Republik Jugoslawien zurück. Er wurde in Sombor in der Batschka beigesetzt.